# Vestzakdwerghaai
De vestzakdwerghaai (Mollisquama parini) is een vissensoort uit de familie van de valse doornhaaien (Dalatiidae). De wetenschappelijke naam van de soort is voor het eerst geldig gepubliceerd in 1984 door Dolganov.
Er zijn slechts twee specimen van deze soort bekend: in 1979 werd een exemplaar nabij de Chili rug gevonden en in 2010 werd een exemplaar voor de kust van  Louisiana, in de Golf van Mexico gevangen.